# 伯纳德·曼德维尔
伯纳德·曼德维尔（英语： 或 Bernard de Mandeville，1670年11月15日—1733年1月21日），哲学家，政治经济学家和諷刺作家。他出生於荷蘭鹿特丹，一生大部分時間生活在英國，大部分出版作品都使用英語。他因為《蜜蜂的寓言》而出名。

## 生平
曼德维尔于1670年11月15日出生在荷兰鹿特丹，他的父亲是一名杰出的医生。 他从鹿特丹的伊拉斯谟学院(1685年)毕业后，通过《医学经院哲学》(Oratio scholastica de medicina)證明瞭自己的能力。1689年，他在萊頓大學(Leiden University)發表了《布魯托姆操作系統理論》(the brutorum operationibus)論文，在論文中，他主張在動物中運用笛卡爾自動性理論。1691年，他獲得醫學學位，發表了一篇題為《白癜風》的論文。他搬到英國學習英語， 他取得了巨大的成功，许多人都不相信他是个外国人。1693年，他的父亲因卷入1690年10月5日的科斯特曼税收骚乱而被驱逐出鹿特丹;伯纳德本人很可能也牵涉其中。
曼德維爾作為一名醫生很受尊敬，他的文學作品也很成功。他的談話能力為他贏得了馬格萊斯菲爾德勳爵(首席大法官1710-1718)的友誼，馬格萊斯菲爾德勳爵把他介紹給約瑟夫·艾迪生，曼德維爾稱他為「戴著假髮的牧師」。1733年1月21日，他在哈克尼死於流感，享年62歲。
有一个幸存的曼德维尔的形象,但他生活的许多细节仍需要研究。虽然曼德维尔这个名字暗示着法国人(可能是胡格诺派)的起源，但他的祖先至少从16世纪起就生活在荷兰。

## 著作

### 《蜜蜂的寓言（英语：The Fable of the Bees）》
1705年，他发表了一首名为《抱怨的蜂箱》的诗，或者叫《无赖变诚实》(200首打打闹闹的对偶诗)。1714年，它作为《蜜蜂的寓言:私人的罪恶，公共的利益》的一个组成部分重新出版，包括一篇散文评论，叫做评注，和一篇探究道德美德起源的文章。1723年再版出版，包括一篇关于慈善和慈善学校的文章，以及对社会本质的探索。它受到伯克利主教和《严肃的呼唤》的作者威廉·劳等人的大力反对，并于1729年因其不道德的倾向而受到起诉。这篇文章批评了那些旨在教育穷人并向他们灌输美德的慈善学校。曼德维尔不同意教育增加美德的观点，因为他不相信邪恶的欲望只存在于穷人，而是他认为受过教育和富有的人更狡猾。 曼德维尔还认为，教育穷人增加了他们对物质的欲望，违背了学校的宗旨，使他们更难以得到满足。
这本书主要是作为对英格兰的政治讽刺。1705年，保守党指责马尔伯勒第一公爵约翰·丘吉尔(John Churchill)，以及支持西班牙王位继承战争的政府部门出于个人原因。
在抱怨的蜂巢里，曼德维尔描述了一个蜜蜂群落的繁荣，直到蜜蜂突然变得诚实和善良。没有了对个人利益的渴望，他们的经济就会崩溃，剩下的蜜蜂就会在一棵空心树上过着简朴的生活，这就意味着没有私人恶习就没有公共利益。
1723年的版本被米德尔塞克斯的大陪审团认为是一个讨厌的东西，在伦敦的杂志上被“Theophilus Philo-Britannus”谴责，并受到许多作家的攻击，尤其是圣安德鲁斯的Archibald Campbell(1691-1756)在他的《阿雷特罗吉亚》(1728年由Alexander Innes以自己的名义出版);1733年，坎贝尔以他自己的名义，对道德美德的起源进行了探究。这个寓言在1729年再版，第9版在1755年出版，而且最近经常再版。伯克利在1732年出版的《亚西弗隆第二段对话》中对此进行了抨击，而约翰·布朗则在1751年出版的《论沙夫茨伯里的特點》一文中对他进行了批评。 弗朗西斯·哈切森也谴责曼德维尔，最初宣称这个寓言是“无法回答的”——这太荒谬了，无法评论。哈奇森回应道，快乐在于“对同类的爱”，而不是对身体快乐的享乐主义追求。他也不同意曼德维尔关于奢侈的观点，他认为奢侈是建立在过于严格的美德之上的。

### 《为公共烦恼的中肯辩护》
《论忧郁情绪和歇斯底里情绪》

## 思想
曼德维尔的哲学在当时引起了极大的反感，并一直被污蔑为虚伪、愤世嫉俗和堕落。他的主要论点是人的行为不能分为低级和高级。人类的高级生活只是哲学家和统治者为了简化政府和社会关系而虚構出來的。事實上,美德(他定義為「每個性能的男人,與大自然的衝動,應該努力別人的好處,或征服自己的激情,理性的野心的好」)實際上是不利於國家的商業和知識的進步。這是因為它是一種惡習。只有通過與奢侈生活有關的發明和資本流通(經濟學)，才能刺激社會行動和進步。

### 私人恶习，公共利益
曼德维尔的结论是，邪恶与他那个时代的“基督教美德”相悖，是经济繁荣的必要条件。与亚当·斯密的观点相比，他的观点更为严厉。史密斯和曼德维尔都认为，个人的集体行为会带来公共利益。 然而，使他的哲学有别于史密斯的是他对公共利益的催化剂。斯密相信一种良性的利己主义会导致无形的合作。在很大程度上，史密斯认为不需要一个向导来获得这种公共利益。另一方面，曼德维尔认为，如果正确引导，邪恶的贪婪会导致无形的合作。曼德维尔有资格将他的哲学从史密斯的自由放任态度中进一步引申出来。从本质上讲，曼德维尔呼吁政治家们确保人类的激情将带来公共利益。他对蜜蜂寓言的信念是:“一个有技巧的政治家的巧妙管理，可以把个人的罪恶转化为公众的利益。”
在寓言中，他展示了一个拥有所有美德的社会，“幸福与满足和诚实”，陷入冷漠和完全瘫痪。没有自爱(霍布斯)是进步的死亡。所谓高尚的品德，不过是虚伪的，它产生于超越禽兽的私欲。道德美德是政治的产物，是奉承产生于骄傲之上的。同样，他得出了一个伟大的悖论:“私人恶习就是公共利益”。
曼德维尔认为，最卑劣和最卑劣的行为会产生积极的经济效应。例如，一个浪子是一个邪恶的角色，然而他的消费会雇佣裁缝、仆人、香水师、厨师、妓女。这些人将依次雇用面包师、木匠等。因此，放荡者的基本激情的掠夺和暴力对整个社会都有好处。复辟时期和奥古斯都有类似的讽刺观点。一个著名的例子是曼德维尔的“公共炖菜的适度辩护”，主张引入公共的、国家控制的妓院。1726年的論文承認了女性的興趣，並提到陰蒂是女性性快感的中心。 乔纳森·斯威夫特(Jonathan Swift) 1729年的讽刺作品《一个温和的提议》(A Modest Proposal)可能是暗指曼德维尔的书名。
曼德维尔是劳动分工的早期描述者，亚当·斯密使用了他的一些例子。

## 影響
虽然作者可能無意顛覆道德，但他對人性的看法被他的批評者視為憤世嫉俗和墮落的。他的另一部作品《對社會本質的探索》(1723年)附在後來的寓言版本之後，也震驚了公眾。他的最後一部作品《宗教自由思想》(1720年)和《對榮譽的起源和基督教的用處的探究》(1732年)並沒有讓公眾放心。他最接近現代觀點的著作是他對社會起源的論述。他的先驗理論應該與法學家亨利·緬因的歷史研究(古代法)相比較。他努力表明，所有社會法律都是弱者之間自私的擴張和保護聯盟的具體結果。他否認任何形式的道德意識或良知，認為所有的社會美德都源自自我保護的本能、防禦和進攻聯盟中夥伴之間的互讓安排，以及政客們人為助長的自豪感和虛榮心，這些都是對抗紛爭和混亂的解毒劑。
曼德维尔的讽刺悖论主要是对沙夫茨伯里“和蔼可亲”的理想主义的批判，并与霍布斯和爱尔维秀斯严肃的利己主义体系进行比较。
著名經濟學家弗里德里希·哈耶克在他的著作《法律、立法與自由》中贊揚了曼德維爾關於社會和政治的思想。哈耶克是奧地利派的支持者。

## 批評
奧地利派的一些擁護者在奧地利派代表人物之一穆瑞·羅斯巴德所持有的觀點的基礎上聲稱曼德維爾所提出的説法是荒唐的，他們也批駁了哈耶克在其影響下所創立的自發秩序論。